# 教育部中外语言交流合作中心
教育部中外语言交流合作中心（英語：Center for Language Education and Cooperation），简称教育部语言合作中心，是中华人民共和国教育部直属正司局级事业单位。
教育部中外语言交流合作中心负责对外汉语教学、汉语国际推广和中外语言文化交流工作。教育部中外语言交流合作中心的前身是2004年成立、2006年更名的国家汉语国际推广领导小组办公室（简称：国家汉办，缩写：HANBAN）。2020年改为现名，同时不再承担孔子学院品牌、机构等管理工作。

## 沿革

### 成立初期
国家对外汉语教学领导小组，成立于1987年7月。2002年成立国家对外汉语教学领导小组办公室。严美华任主任，姜明宝、张国庆任副主任。汉办也是孔子学院的管理机构，主要职能是负责中国的对外汉语教学和汉语国际推广，其宗旨是“向世界推广汉语，增进世界各国对中国的了解。”工作目标是“汉语走出国门，走出亚洲，走向世界。”
国家对外汉语教学领导小组办公室按职责设立20个部门：综合处、交流处、教学处、师资处、考试处、财务处等19个处，加上院刊编辑部。
2006年，参考中国民主促进会中央委员会提交的《关于进一步加快汉语国际推广的提案》，教育部决定将“国家对外汉语教学领导小组办公室”改为“国家汉语国际推广领导小组办公室”，简称国家汉办、汉办（英語：Hanban）。国家汉语国际推广领导小组办公室与教育部对外汉语教学发展中心和孔子学院总部合署办公。

### 语言合作中心时期
2020年7月，中华人民共和国教育部发布通知，决定将孔子学院总部更名为教育部中外语言交流合作中心，同时不再对外使用“国家汉办（HANBAN）”的名称。2020年7月5日，教育部中外语言交流合作中心发布公告，宣布该中心自当日起成立。新成立的教育部中外语言交流合作中心不再负责孔子学院品牌和机构运行。此后，孔子学院品牌将由多家高校、企业等发起成立的民间公益组织中国国际中文教育基金会全面负责运行。

## 汉语国际推广基地
国家汉办于2008年12月依托华东师范大学成立了中国第一个汉语国际推广基地——国际汉语教师研修基地。目前已经陆续在全国建立了19所推广基地。